# Лаврентий Византийски
Лаврентий Византийски (на гръцки: Λαυρέντιος; на латински: Laurentius; † 166) е епископ на Византион от 154 до 166 г.
Лаврентий наследява епископ Евзой Византийски († 154). Той е епископ 11 години и шест месеца. За него няма други информации. Наследник на Лаврентий става Алимпий (166 – 169).